# Audrey Diwan
Audrey Diwan (1980) es una periodista, escritora, guionista y directora de cine francesa de origen libanés. En 2021 ganó el León de Oro de la Muestra de Venecia por su película El acontecimiento.

## Biografía
Proviene de una familia maronita libanesa. Estudió Periodismo y Ciencias Políticas. Empezó a trabajar en el periodismo la revista Technikart. A los 23 años la revista Glamour le propone la dirección de la sección sociedad y posteriormente la de cultura. Más tarde trabajó en Stylist. En 2007 publicó su primera novela, La Fabrication d'un mensonge sobre el tema del matrimonio. Un año después participa en el libro colectivo 11 femmes. En 2013 se publicó el libro Como ser parisina estés donde estés, editado en español en 2015 y firmado también por Anne Berest, Caroline de Maigret y Sophie Mas. 
En 2008 empieza su trabajo como guionista y una década más tarde, en 2019 presentó su primer largometraje como realizadora: Mais vous êtes fous sobre las relaciones de pareja, la ruptura de confianza y la adicción.
En 2021 se convirtió en la sexta mujer en conquistar el León de Oro de la Muestra de Venecia -la primera fue Margarethe von Trotta en 1981-  el certamen de cine internacional más antiguo con El acontecimiento, una película sobre el aborto clandestino en los años sesenta, adaptación de la novela homónima de Annie Ernaux en el que la escritora relata su batalla por interrumpir un embarazo en la Francia de 1963 cuando la ley lo prohibía.
Comprometida con los derechos de las mujeres es miembro de la ONG francesa Collectif 50/50 que trabaja en favor de la igualdad de mujeres y hombres en la industria cinematográfica. Diwan participa en coloquios igualdad en la vida y en la imagen. Mi feminismo está evolucionando, se vuelve más fuerte, más claro también, a medida que mis preguntas sobre este tema se vuelven más complejas explica en una entrevista en Le Lab Femmes de Cinéma.

## Publicaciones
- Confession d'un salaud, avec Fatou Biramah, enquête journalistique, Denoël, 2004.
- La Fabrication d'un mensonge, roman, Flammarion, 2007 - Prix René-Fallet 2008 ; premio Claude Chabrol à Saumur.
- 11 femmes : 11 nouvelles inédites, collectif, J'ai lu, 2008.
- De l'autre côté de l'été, Flammarion, 2009.
- Cómo ser parisina estés donde estés coescrito con Anne Berest, Caroline de Maigret y Sophie Mas, Roca Editorial 2015. ISBN 9788499189376

## Filmografía

### Guionista
- 2008 : De feu et de glace (téléfilm)
- 2009 : Twenty Show (téléfilm)
- 2010 : Mafiosa, saison 4
- 2010 : Aux yeux de tous de Cédric Jimenez
- 2012 : Le Chant des sirènes de Céline Savoldelli
- 2014 : Conexión Marsella, La French de Cédric Jimenez
- 2015 : El hombre del corazón de hierro, HHhH, de Cédric Jimenez
- 2018 : Ami-ami de Victor Saint-Macary
- 2019 : Mais vous êtes fous d'Audrey Diwan
- 2020 : BAC Nord de Cédric Jimenez
- 2021 : El acontecimiento, de Audrey Diwan
- 2024 : Corazones rotos, de Gilles Lellouche. Coguionista.

### Directora
- 2019 : Mais vous êtes fous
- 2021 : El acontecimiento

## Premios y distinciones
Premios BAFTA
| Año  | Categoría      | Película    | Resultado |
| ---- | -------------- | ----------- | --------- |
| 2021 | Mejor director | L'Événement | Nominada  |

Premios César
| Año  | Categoría            | Película    | Resultado |
| ---- | -------------------- | ----------- | --------- |
| 2022 | Mejor película       | L'Événement | Nominada  |
| 2022 | Mejor director       | L'Événement | Nominada  |
| 2022 | Mejor guion adaptado | L'Événement | Nominada  |